# Шемији (Орн)
Шемији (фр. Chemilli) насеље је и општина у северној Француској у региону Доња Нормандија, у департману Орн која припада префектури Мортањ о Перш.
По подацима из 2011. године у општини је живело 213 становника, а густина насељености је износила 19,51 становника/km². Општина се простире на површини од 10,92 km². Налази се на средњој надморској висини од 107 метара (максималној 143 m, а минималној 93 m).

## Демографија
| 1962. | 1968. | 1975. | 1982. | 1990. | 1999. | 2011. |
| ----- | ----- | ----- | ----- | ----- | ----- | ----- |
| 337   | 288   | 226   | 232   | 239   | 235   | 213   |

График промене броја становника у току последњих година